# Maître des Cortèges
Le Maître des Cortèges est un peintre anonyme actif en France au milieu du XVIIe siècle.
Le nom de Maître des Cortèges est un nom de convention issu du thème de deux tableaux représentant chacun un cortège de paysans, l’un Le Cortège du bélier est conservé à Philadelphie, Philadelphia Museum of Art, l’autre Le Cortège du taureau, ayant été donné par Picasso au musée du Louvre, est déposé au musée Picasso, à Paris. 
Pierre Rosenberg dans le catalogue de l’œuvre peint des Le Nain regroupe plus d’une quinzaine d’œuvres sous ce nom de convention et écrit que « ce peintre a sa place parmi les personnalités marquantes du milieu du XVIIe siècle ». 
Il figure également au catalogue du Musée de l'Ermitage à Saint-Pétersbourg avec Paysans dans une taverne daté de 1640, une huile sur toile de 78 x 94,5 cm

## Liste des peintures

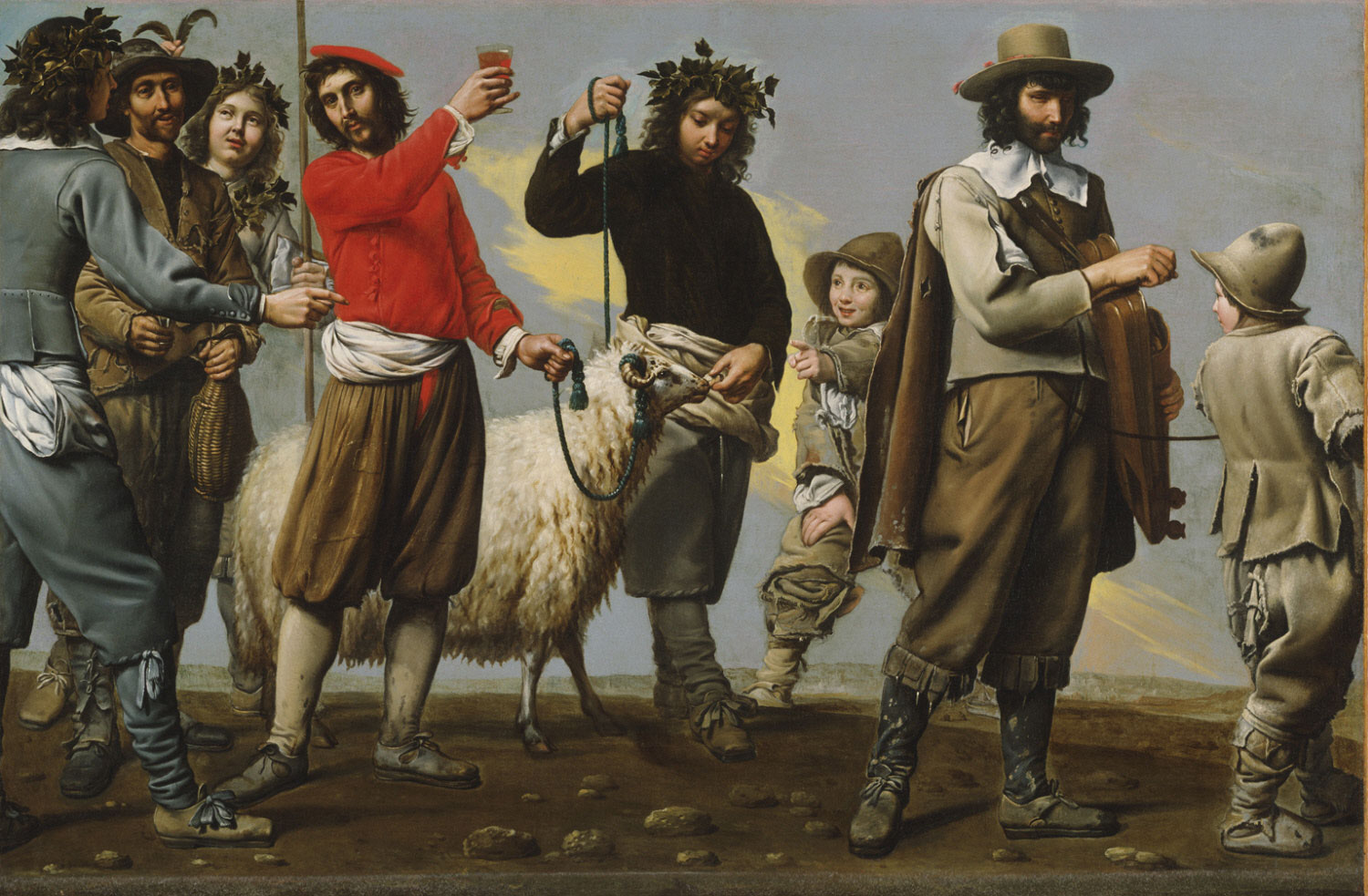
Master of the Processions - Feast of the wine (of the ram)
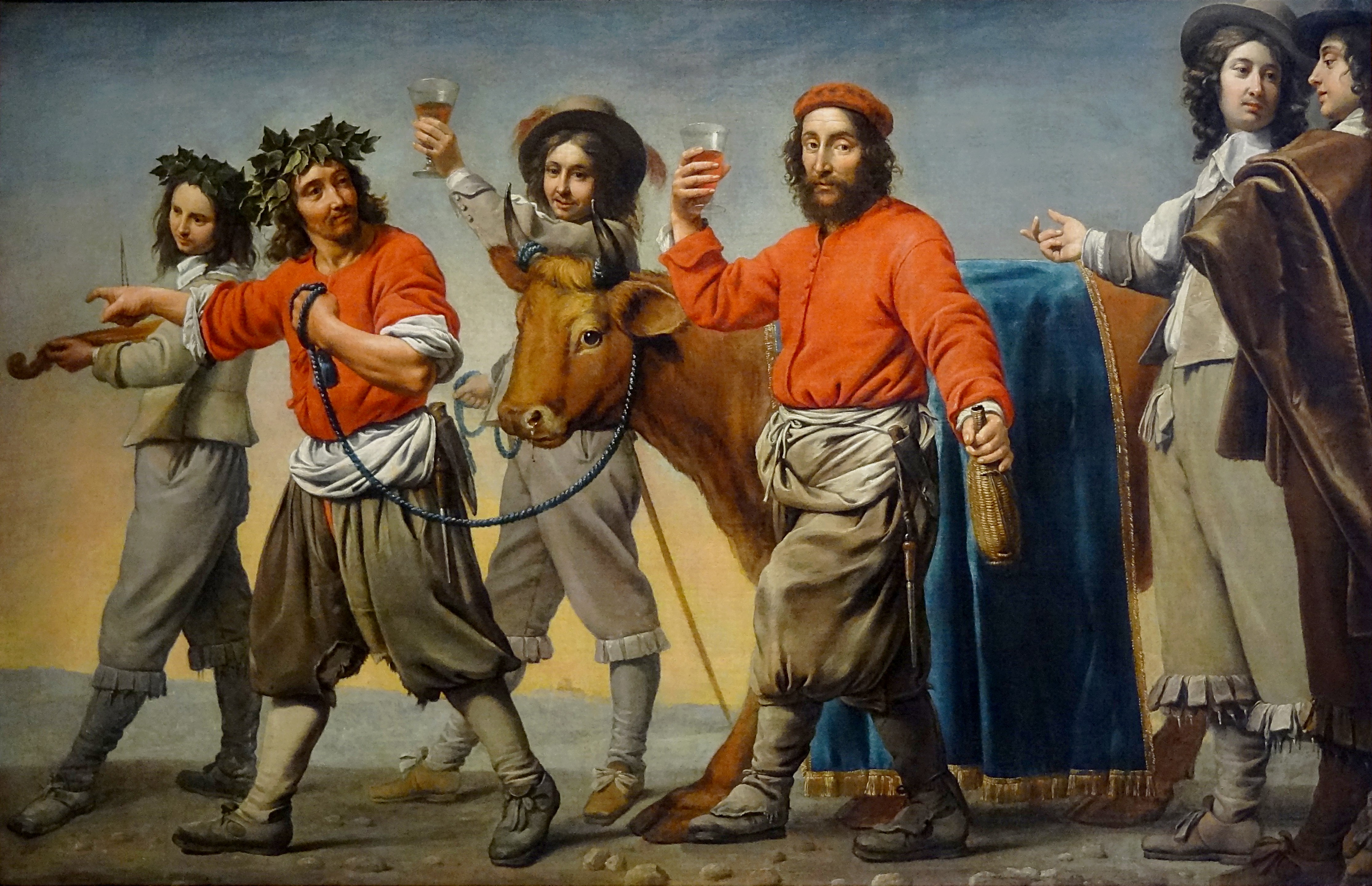
Maître des cortèges - Le cortège du boeuf gras (ou du taureau)
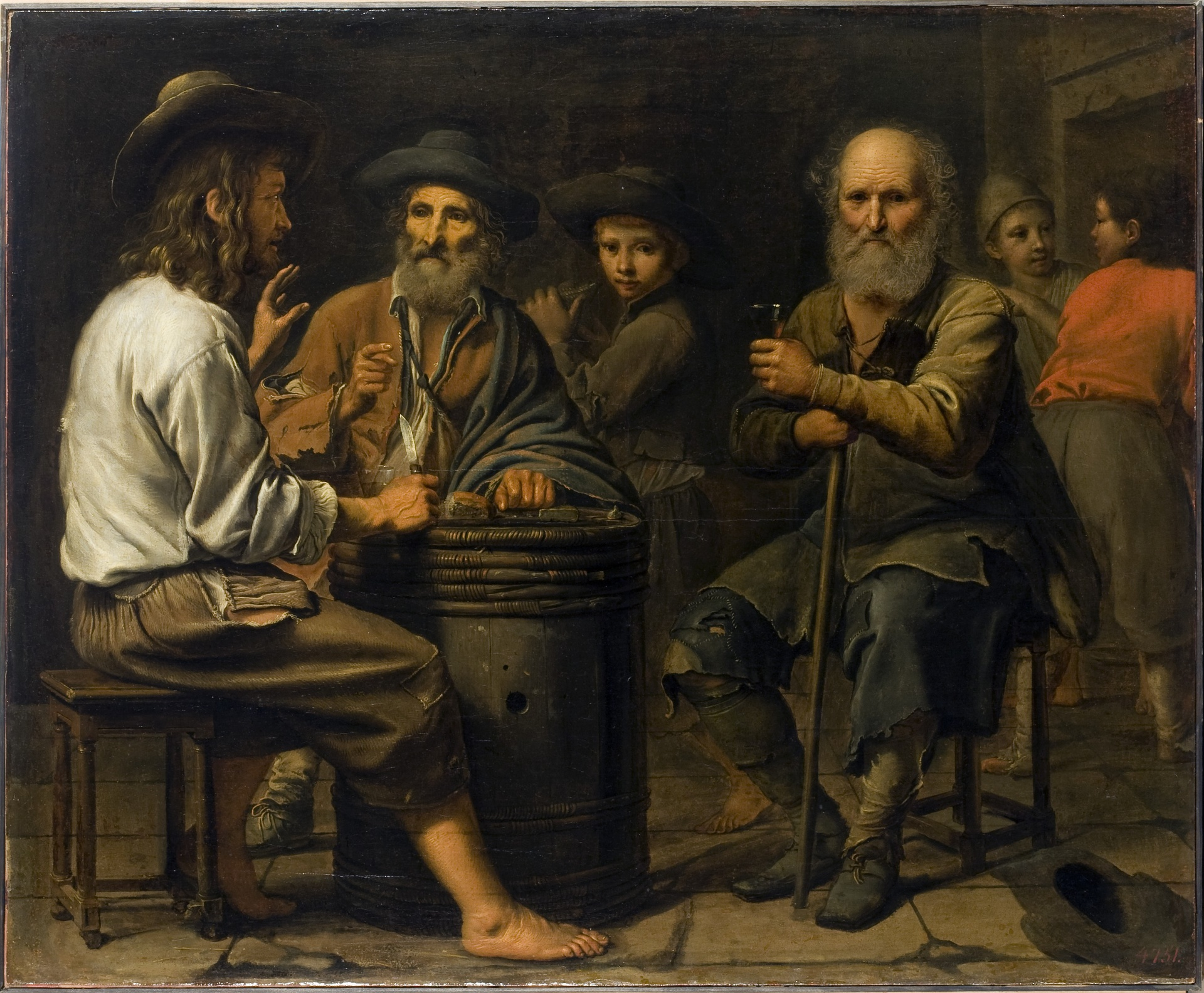
Maître des cortèges - Peasants in a tavern

## Divers
- Au Philadelphia Museum of Art il est enregistré sous la terminologie anglaise  de The Master of the Processions.